# Tenuipalpus leonorae
Tenuipalpus leonorae är en spindeldjursart som beskrevs av Meyer 1979. Tenuipalpus leonorae ingår i släktet Tenuipalpus och familjen Tenuipalpidae. Inga underarter finns listade i Catalogue of Life.